# Adalbert Fuhrmann
Adalbert „Adel“ Fuhrmann (* 24. April 1954 in Bad Neuenahr; † 28. Januar 2008 in Bonn) war ein deutscher Fußballspieler.

## Karriere
Der Stürmer begann seine Karriere beim Amateurverein Ahrweiler BC, wo er dreifacher Junioren-Nationalspieler wurde und 1971/72 in die drittklassige Rheinlandliga aufstieg. Bereits zu Beginn der Rückrunde trainierte der dribbelstarke, schnelle Rechtsaußen mit den Profis von Borussia Mönchengladbach und war im Unternehmen dessen Vereinsmanagers Helmut Grashoff beschäftigt. 
In der Saison 1972/73 kam er zu sieben Bundesliga-Einsätzen für Borussia Mönchengladbach, bei denen er zwei Mal aus- und vier Mal eingewechselt wurde. Höhepunkt hier war wohl sein Einsatz für den dänischen Star Henning Jensen in den letzten 20 Minuten der Bundesliga-Hinrundenpartie beim FC Bayern der Beckenbauer-Ära. Vor 74.000 Zusehern im Münchner Olympiastadion verlor die Borussia 0:3. Die Borussia schloss die Saison als Fünfter ab.
Im UEFA-Pokal kam er bei den Heimspielen der ersten und zweiten Runde gegen Aberdeen FC aus Schottland und Dänemarks Hvidovre IF jeweils für 45 Minuten zum Einsatz; Borussia unterlag in den Finalspielen des Wettbewerbs gegen Liverpool FC. Nicht zum Einsatz hingegen kam er im DFB-Pokal, wo der legendäre Günter Netzer in seinem letzten Spiel für den Verein, dem Finale gegen den 1. FC Köln den Siegtreffer zum 2:1 erzielte. Weitere prominente Mitspieler Fuhrmanns bei der von Hennes Weisweiler trainierten Borussia waren die späteren Weltmeister Hans-Hubert "Berti" Vogts, Rainer Bonhof, Herbert „Hacki“ Wimmer und Josef "Jupp" Heynckes sowie der gleichaltrige spätere Vizeweltmeister Uli Stielike in seinen zarten Anfängen. Im Sturm waren zudem der Nationalspieler Bernd Rupp und der noch junge, spätere Europäische Fußballer des Jahres Allan Simonsen neben Heynckes und Jensen weitere Konkurrenten Fuhrmanns.
Er wechselte dann zum Zweitligisten VfL Osnabrück, wo er sich nicht wohlfühlte und mit Trainer Klaus-Dieter Ochs nicht zurechtkam. Bereits nach einer Saison ging er zum SC Viktoria Köln, für den er zwei Jahre in der drittklassigen Verbandsliga Mittelrhein spielte. Anschließend verbrachte er eine Saison beim VfL Köln 1899, ebenfalls in der Verbandsliga. 1977 wechselte er innerhalb der Liga zum Bonner SC mit dem damaligen Trainer Heinz Hornig weiter, danach wechselte er zum Siegburger SV 04. Seine Karriere ließ er als Spielertrainer der SG Landskrone/Heimersheim ausklingen.

## Sonstiges
Noch während seiner Spielerkarriere hatte er am Abendgymnasium in Köln das Abitur nachgeholt, widmete sich dem Studiengang der Sozialwissenschaften und später dem Studium der Medizin, das er mit einem Doktorgrad abschloss. Er war dann Orthopäde und Sportmediziner in Wesseling.
Fuhrmann war verheiratet und Vater zweier Töchter.